# 土岐市立下石小学校
土岐市立下石小学校（ときしりつ おろししょうがっこう）は、岐阜県土岐市にある公立小学校。

## 通学区域
- 通学区域は、下石町、下石阿庄町、下石陶史台、妻木町の一部である。公立中学校の進学先は土岐市立西陵中学校である[1]。

## 沿革
- 1873年（明治6年） - 豹変義校が開校。
- 1876年（明治9年） - 公立下石豹変小学校に改称する。
- 1886年（明治19年） - 下石尋常小学校に改称する。
- 1907年（明治40年） - 字七反田に移転。
- 1919年（大正8年） - 下石尋常高等小学校に改称する。
- 1932年（昭和7年）7月8日 - 集中豪雨により妻木川[2]が氾濫。校舎の一部が流出。
- 1934年（昭和9年） - 現在地に新築移転。
- 1941年（昭和16年） - 下石国民学校に改称する。
- 1947年（昭和22年） - 下石町立下石小学校に改称する。
- 1955年（昭和30年）2月1日 - 駄知町、土岐津町、下石町、妻木町、泉町、肥田村、鶴里村、曽木村が合併し土岐市が発足。同時に土岐市立下石小学校に改称する。
- 1959年（昭和34年）9月26日 - 伊勢湾台風の暴風雨により校舎倒壊[3]。
- 1961年（昭和36年） - 校舎（鉄筋コンクリート造）が完成。プール完成。
- 1971年（昭和46年） - 校舎増築。
- 1988年（昭和63年） - 現在のプールが完成。
- 1990年（平成2年） - 現在の体育館が完成。
- 2001年（平成13年） - 現在の校舎が完成。